# Marcusenius thomasi
Marcusenius thomasi és una espècie de peix pertanyent a la família dels mormírids i a l'ordre dels osteoglossiformes.

## Etimologia
Marcusenius fa referència a l'alemany Johann Marcusen (el primer ictiòleg a estudiar els mormírids de forma sistemàtica), mentre que l'epítet thomasi al·ludeix a l'antropòleg Northcote W. Thomas, el qual va aconseguir-ne el tipus.

## Descripció
Fa 20 cm de llargària màxima. Cap espina a les aletes dorsal i anal. 22-27 radis tous a l'única aleta dorsal i 37-43 a l'anal. Origen de l'aleta dorsal situat darrere del de l'anal. Aleta caudal forcada. El cap, algunes parts del cos i els extrems de les aletes dorsal i anal són més foscos que la resta del cos, el qual és, generalment, marró. 80-88 escates a la línia lateral i 12 al voltant del peduncle caudal. Absència de barbetes sensorials i d'aleta adiposa. Dents bicúspides. Peduncle caudal més aviat prim.

## Alimentació
A Guinea, els adults es nodreixen d'invertebrats aquàtics bentònics, detrits, plantes i invertebrats terrestres.

## Hàbitat i distribució geogràfica
És un peix d'aigua dolça, demersal i de clima tropical (12°N-6°N), el qual viu a Àfrica: Guinea, Sierra Leone, Libèria i Guinea Bissau, incloent-hi els rius Corubal, Great Scarcies, Kogon, Konkouré, Lofa-Mano, Moa, Rokel, Saint Paul, Sewa i Fatala.

## Observacions
És inofensiu per als humans, forma part de la dieta humana local, el seu índex de vulnerabilitat és baix (22 de 100) i les seues principals amenaces són les extraccions mineres i la desforestació a Libèria.